# Leptospermum brachyandrum
Leptospermum brachyandrum là một loài thực vật có hoa trong Họ Đào kim nương. Loài này được (F.Muell.) Druce mô tả khoa học đầu tiên năm 1917.